# Estación Quepe
Quepe es una estación ferroviaria ubicada en la comuna chilena de Freire, en la región de la Araucanía, y que es parte de la Línea Troncal Sur.
En agosto de 2023 fue anunciado que la estación sería parte del servicio de pasajeros del Tren Temuco-Pitrufquén. Finalmente, el 8 de mayo de 2024 la estación remodelada abrió sus puertas como parte de dicho servicio.

## Historia

### Longitudinal Sur (1896-sigloXX)
Posterior a la construcción de la sección del Longitudinal Sur que abarcaba desde Victoria a Temuco en 1894, los planes de construcción del ferrocarril hacia el sur continuaron, extendiendo la línea desde la estación Temuco hasta la estación Pitrufquén. En mayo de 1896 el gobierno chileno entrega a la empresa contratista el trazado de construcción que debiera unir por ferrocarril el río Quepe con el río Toltén. Sin embargo, debido a varios factores, en noviembre de 1896 se puede construir el puente provisorio sobre el río Quepe, lo que permite la construcción de la vía hasta la estación Quepe. Ya para diciembre de ese año se crea una faena de trabajadores en la zona; además, un equipo de carpinteros dirigidos por Matías Provost quedaron a cargo de la construcción de los edificios de la estación y anexos.
El primer edificio principal de la estación, estaba terminado para enero de 1897; era considerado como un edificio elegante con muchas habitaciones y una terraza cubierta con un techo. El resto de las instalaciones de la estación terminaron de construirse dentro del mismo mes; el recinto tiene unas dimensiones de 800 m por 125 m. Para junio las vías ya habían llagado hasta el río Toltén. Sin embargo, recién en mayo de 1898 se dan por iniciadas las obras para instalar el puente definitivo sobre el río Quepe. el puente el finalizado en junio por ingenieros de la empresa Schneider-Creusot. El tramo Temuco-Pitrufquen es entregado al gobierno el 16 de octubre de 1898, un mes antes del vencimiento del plazo de las obras.
Las obras son inauguradas el 13 de noviembre de 1898 contando con la presencia del presidente Federico Errázuriz Echaurren.

### Regional Victoria-Puerto Montt (2005-2006)
El 6 de diciembre de 2005 se convirtió en detención del servicio Regional Victoria-Puerto Montt. Sin embargo, el servicio no continuó al iniciar el primer gobierno de la presidenta Michelle Bachelet.

### Tren Temuco-Pitrufquén (2018-presente)
En 2018 el presidente de EFE, Pedro Pablo Errázuriz, señaló que el proyecto ferroviario Metrotren Araucanía que una la estación Victoria con la estación Gorbea se encontraba en estudios avanzados.
En 2019 el presidente Sebastián Piñera anunció el programa «Chile sobre Rieles», incluyendo una carpeta de proyectos que incluía el Metrotren Araucanía. Este era un proyecto de rehabilitación de las vías férreas y estaciones, que en su primera etapa conectaría a la Estación Temuco con la de Padre las Casas; y la segunda etapa del proyecto se extendería hasta estación Gorbea, incluyendo la rehabilitación de la estación Freire.
En enero de 2022 se encontraba en agenda la extensión del servicio desde Padre las Casas hasta Gorbea. Para la misma fecha se señala que esta sección —y la estación— estuviera operativa en 2026.
En agosto de 2023 se presentó el diseño de una estación que incluirá a la localidad de Quepe en la ruta de detenciones del Tren Temuco-Pitrufquén. Alex Farfán, gerente de Comunicaciones y Participación Ciudadana de la empresa EFE, junto con autoridades locales, destacó la importancia de la participación ciudadana en el proyecto, y señaló que el inicio de las gestiones para su construcción comenzarían en los próximos meses.
Según la EFE, la estación iba a ser reinaugurada en 2024, convirtiéndose en la quinta estación del servicio Tren Temuco-Pitrufquén, entre Padre Las Casas y Freire.
El 25 de marzo de 2024 iniciaron las obras de construcción de la infraestructura para el nuevo paradero en la estación. Se esperaba que entrata en operaciones a fines del primer semestre de 2024.
El paradero fue inaugurado el 8 de mayo de 2024, el cual comenzó con sus operaciones el mismo día.